# Jane Fauntz
Jane Fauntz, född 19 december 1910 i New Orleans i Louisiana, död 30 maj 1989 i Escondido i Kalifornien, var en amerikansk simhoppare och simmare.
Fauntz blev olympisk bronsmedaljör i svikthopp vid sommarspelen 1932 i Los Angeles.